# Аддукт Мейзенгеймера
Аддукт Мейзенгеймера (англ. Meisenheimer adduct) — первісно термін застосовувався до деяких стабільних, помітно делокалізованих циклогексадієнільних аніонів (або солей), утворюваних внаслідок іпсо-приєднання алкоксидних йонів до орто- чи пара-позицій орто- або пара-заміщених нітробензену, зокрема у випадку нітроарильних етерів. Розширено — включає інші аніонні адденди (навіть незаряджені нуклеофіли), інші активуючі групи, будь-які замісники зі сторони приєднання та гетероциклічні аналоги.
Синонім — комплекс Мейзенгеймера.